# ویکتور گومز
ویکتور گومز (انگلیسی: Victor Gomes؛ زادهٔ ۱۵ دسامبر ۱۹۸۲) داور فوتبال اهل آفریقای جنوبی است. وی از سال ۲۰۰۸ در لیگ برتر فوتبال آفریقای جنوبی و از سال ۲۰۱۱ در مسابقات جهانی قضاوت میکند.